# Société béninoise des infrastructures de radiodiffusion
La Société béninoise des infrastructures de radiodiffusion (SBIR S.A) est le service public béninois chargé de la gestion des infrastructures nécessaires au bon fonctionnement de la plateforme de télévision numérique terrestre.

## Création et attributions
La SBIR voit le jour en conseil des ministres du 19 septembre 2018 par décret N° 2018-431 portant approbation des statuts de la Société béninoise des infrastructures de radiodiffusion « SBIR S.A. ». Elle a pour responsabilité d'abriter le patrimoine infrastructurel de la TNT, de tenir en office les infrastructures publiques de diffusion et de transmission audiovisuelle et d'en assurer la maintenance,,,,,,.